# Caterina de Valois
Caterina de Valois (n. 27 octombrie 1401 – d. 3 ianuarie 1437) a fost regină a Angliei din 1420 până în 1422. A fost fiica regelui Carol al VI-lea al Franței, soția regelui Henric al V-lea al Angliei, mama regelui Henric al VI-lea al Angliei și, prin căsătoria secretă cu Owen Tudor, bunica regelui Henric al VII-lea al Angliei.  Sora mai mare a Caterinei, Isabella de Valois a fost regină a Angliei din 1396 până în 1400, ca soție a lui Richard al II-lea al Angliei.

## Date biografice
Caterina de Valois a fost al șaselea copil și a patra fiică a regelui Carol al VI-lea al Franței și a soției lui, Isabella de Bavaria. S-a născut la Paris la 27 octombrie 1401.
La început au existat discuții despre o căsătorie între ea și fiul lui Henric al IV-lea al Angliei însă regele Angliei a murit înainte ca negocierile să înceapă. Noul rege, Henric al V-lea, a susținut căsătoria însă a cerut o zestre mare și recunoașterea dreptului său la tronul Franței.

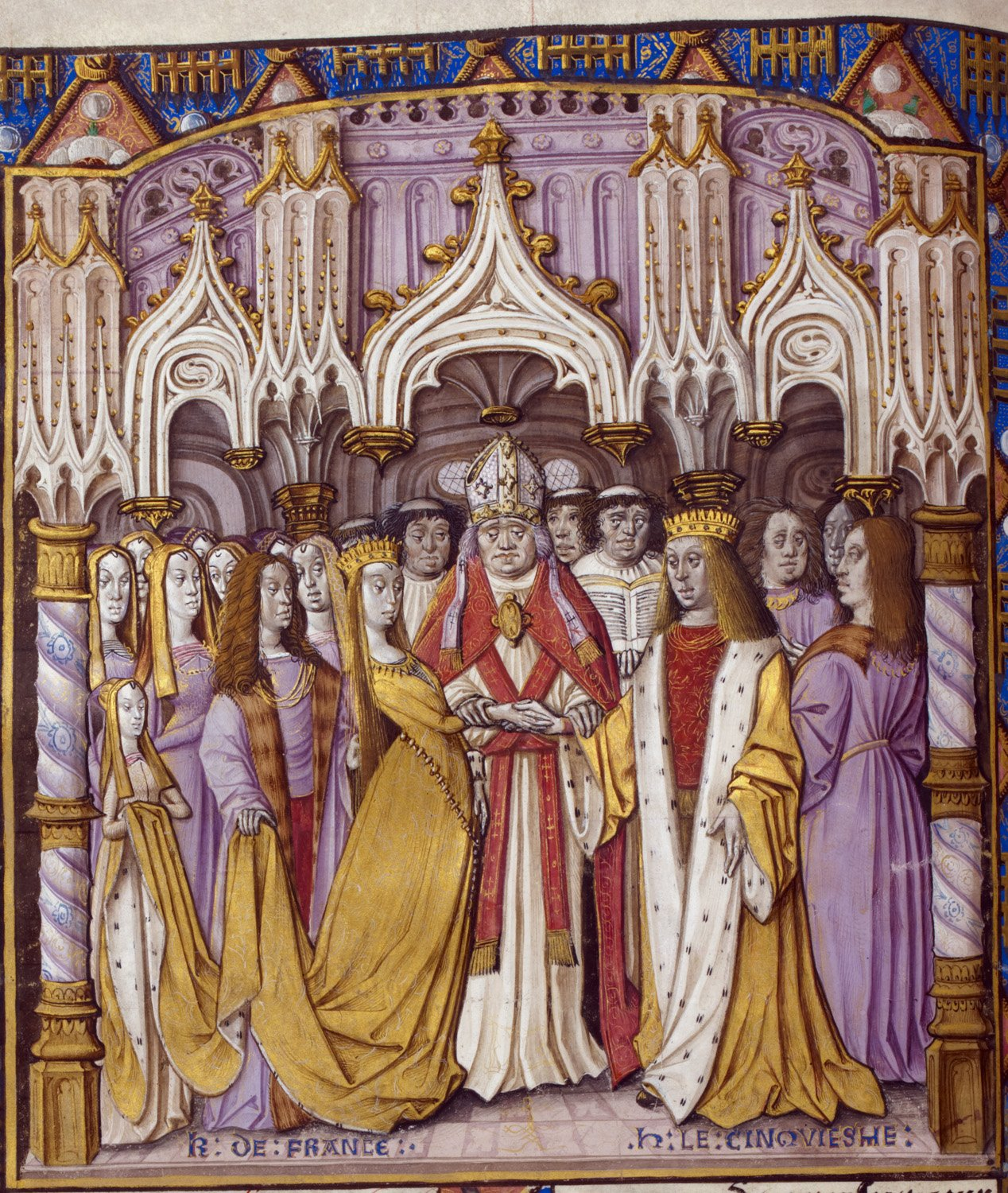
Căsătoria Caterinei cu Henric al V-lea al Angliei.

Henric al V-lea a plecat la război împotriva Franței și chiar și după victoria engleză de la Agincourt, planurile de căsătorie au continuat. Se spunea că prințesa Caterina era foarte frumoasă și când în sfârșit Henric a întâlnit-o la Meulan, s-a îndrăgostit. În mai 1420, s-a semnat un tratat de pace între Anglia și Franța și Carol l-a recunoscut pe Henric al Angliei drept moștenitor al lui. Caterina și Henric s-au căsătorit la biserica parohială Sf. Ioan sau la catedrala Troyes la 2 iunie 1420.
Caterina a plecat în Anglia cu soțul ei și a fost încoronată regină la Westminster Abbey la 23 februarie 1421. În iunie 1421, Henric s-a întors în Franța pentru a-și continua campaniile. În acest timp, Caterina, care era însărcinată, l-a născut pe Prințul Henric la 6 decembrie 1421 la Windsor. Tatăl nu și-a văzut niciodată fiul. În timpul asediului de la Meaux, Henric al V-lea a contactat o boală fatală și a murit la 31 august 1422, chiar înainte de a împlini 35 de ani. Caterina a rămas văduvă la 21 de ani.
Regele Carol al VI-lea al Franței a murit două luni mai târziu, astfel tânărul rege Henric al VI-lea al Angliei a devenit rege și al nordului Franței care era ocupat de englezi.